# Fabien Roy
Pour les articles homonymes, voir Roy.
Fabien Roy (né le 17 avril 1928 à Saint-Prosper et mort le 31 octobre 2023 à Beauceville) est un homme politique canadien actif au Québec dans les années 1970. Roy a été élu député à l'Assemblée nationale du Québec et ensuite chef du parti du Crédit social à la Chambre des communes du Canada.

## Biographie
Après avoir travaillé à la Coopérative de Saint-Prosper et ensuite dans les chantiers coopératifs, il fonde en 1953 son entreprise de camionnage F. Roy Transport pour la vendre en 1962, année à laquelle il réoriente sa carrière et devient gérant de la Caisse d’établissement de la Chaudière.
Militant politique de longue date, il est désigné candidat du Ralliement créditiste dans la circonscription de Beauce et fait son entrée à l’Assemblée nationale du Québec dans le cadre de l’élection provinciale de 1970. À la suite d'un redécoupage de la carte électorale, il se présente dans Beauce-Sud en 1973 et devient l’un des huit députés (deux du Ralliement créditiste et six du Parti québécois) qui, à eux seuls, forment l’opposition à l’Assemblée nationale, le Parti libéral du Québec, alors sous la gouverne de Robert Bourassa, ayant balayé la province.
Après avoir démissionné du Ralliement créditiste, il fonde en 1975, le Parti national populaire avec l’ex-ministre libéral, Jérôme Choquette. Il se présente sous cette bannière dans Beauce-Sud en 1976 et est le seul député élu de cette nouvelle formation.
En 1979, après la démission du chef du parti du Crédit social du Canada (PCC) et, en raison de la tenue imminente d’élections fédérales, des députés de cette formation l’invitent à diriger leurs troupes. Ayant l’appui des militants, appuis qu’il a sollicités pour prendre sa décision, il démissionne de son siège à l’Assemblée nationale le 5 avril 1979. Il introduit alors un élément nouveau : l’idée d’un « bloc québécois nationaliste » qui exercerait à Ottawa des pressions en vue d’obtenir des changements constitutionnels, idée qui sera reprise par Lucien Bouchard en 1990. Le 22 mai suivant, date des élections fédérales, il est élu député de Beauce, l'un de cinq candidats créditistes élus et, ensemble, ils détiennent la balance du pouvoir alors que le gouvernement conservateur de Joe Clark est minoritaire.  Moins d’un an plus tard, le gouvernement est renversé sur une motion d’amendement (139 vs 133). Après une élection partielle dans Frontenac le 24 mars 1980, où il tente de se faire élire sans succès, il se retire de la vie politique.
Fabien Roy entreprend ensuite une carrière comme courtier en valeurs mobilières et ouvre le premier bureau régional de la firme Geoffrion Leclerc inc – devenue La financière Banque Nationale – à Saint-Georges. Le succès obtenu entraîne la firme à ouvrir d’autres succursales en région. Parallèlement, pendant trois ans, il anime une ligne ouverte sur les ondes de Radio-Beauce intitulée « Pour ou Contre » et surpasse les meilleures cotes d’écoute jamais enregistrées dans l’histoire de la station et fait des incursions dans la région de Québec.
En 1993, il décide de prendre sa retraite et se lance dans un projet qu’il caressait depuis longtemps, la création d’un musée en Beauce. Avec la collaboration d’une équipe de gens de la région, il fonde le Village des défricheurs dans sa ville natale, Saint-Prosper, attraction touristique d’envergure qu’il dirigera pendant plusieurs années.
Tout au long de sa vie publique et de ses carrières subséquentes,  il est devenu l’un des ambassadeurs les plus renommés de la Beauce. Il profite ensuite de sa retraite avec son épouse Pauline à Saint-Georges.
Fabien Roy meurt le 31 octobre 2023 à Beauceville, à l'âge de 95 ans. Il demeurait à Saint-Georges,,.
La collection Fabien Roy est conservé au centre d’archives de Québec de Bibliothèque et Archives nationales du Québec.

## Faits divers
- «Fabien, lui, et c’est assez extraordinaire qu’on puisse l’identifier par son seul prénom […]. » [6]

- Participation à l’élaboration du Règlement de l’Assemblée nationale du Québec qui avait pour but « d’assujettir le règlement de l’Assemblée pour qu’il fasse de celle-ci un parlement moderne, efficace, qui permettra à la majorité de faire adopter sa législation, à l’opposition de s’exprimer en toute liberté, à l’adoption publique de se manifester et à tous les députés de remplir pleinement leur rôle de législateurs[7]».
- Fabien Roy est le seul député de l'opposition ayant voté pour l'adoption de la Charte de la langue française, communément appelée «Loi 101», le 26 août 1977.
- Fabien Roy a présenté le Projet de loi no 194 - loi reconnaissant le Droit à la libre disposition du peuple québécois. Il n’a pas franchi l’étape de la deuxième lecture[8].
- Élections provinciales 15 novembre 1976.  En écoutant la soirée des élections de Radio-Canada, « je prends connaissance des premiers résultats : Beauce-Sud, Parti national populaire, en avance; Saguenay, Lucien Lessard PQ, en avance, nous sommes les deux premiers. Au bout d’une demi-heure, je suis le premier député déclaré élu à Radio-Canada, tous partis confondus. Pour Bernard Derome, prononcer le traditionnel « si la tendance se maintient » est hors de question, mon élection fausse toute projection.  Le système que la SRC avait mis en place pour faire des pronostics durant la soirée devient inutilisable. Le PNP ne peut pas prendre le pouvoir ou devenir l’opposition officielle! »[8]
- Entre le 14 mars et le 28 décembre 1974, le député de Beauce-Sud a pris la parole sur 176 sujets différents, ce qui constitue le plus grand nombre d’interventions à l’Assemblée nationale. […] On se rend compte que Fabien Roy est intervenu plus souvent que le premier ministre Robert Bourrassa lui-même[9].

## Œuvres
- Roy a publié son autobiographie intitulée Député à Québec et à Ottawa... mais toujours Beauceron[10].